# Ca l'Ametller (Mataró)
Ca l'Ametller és una masia de Mataró (Maresme) protegida com a bé cultural d'interès local.

## Descripció
Masia de tres cossos de planta baixa i pis amb teulada a dos vessants. Conserva un interessant portal rodó adovellat i les finestres de ple estil del segle xvii. A la dovella clau del portal hi ha un escut amb les lletres JMJ i la data 1588.
A l'interior, al fons de la sala, destaca l'arc el·líptic de l'escala on hi ha la porta del celler. A mà esquerra queda la cuina amb un forn de pa sota la campana. Els brancals i llindes de les portes són de pedra picada.
Al pis, sota les finestres, entre els festejadors, hi ha unes espitlleres de defensa.